# Pol Braekman
Hippolyte „Pol” Braekman (ur. 22 listopada 1919 w Anderlechcie, zm. 15 listopada 1994) – belgijski lekkoatleta, płotkarz i sprinter, medalista mistrzostw Europy z 1946, olimpijczyk z 1948.
Specjalizował się w biegu na 110 metrów przez płotki, choć z powodzeniem startował również w biegu na 100 metrów.
Zdobył srebrny medal w biegu na 110 metrów przez płotki na mistrzostwach Europy w 1946 w Oslo. Na tych samych mistrzostwach odpadł w półfinale biegu na 100 metrów, a sztafeta 4 × 100 metrów z jego udziałem zajęła 6. miejsce w finale.
Odpadł w półfinale biegu na 110 metrów przez płotki i eliminacjach biegu na 100 metrów podczas igrzysk olimpijskich w 1948 w Londynie, a belgijska sztafeta 4 × 100 metrów z Braekmanem w składzie nie ukończyła biegu eliminacyjnego. Na mistrzostwach Europy w 1950 w Brukseli Braekman odpadł w eliminacjach biegu na 110 metrów przez płotki, pomimo czwartego najszybszego czasu ze wszystkich startujących.
Wielokrotnie poprawiał rekord Belgii w biegu na 110 metrów przez płotki, doprowadzając go do wyniku 14,5 (22 lipca 1945 w Bernie), a także jednokrotnie w biegu na 100 metrów czasem 10,5 (15 sierpnia 1947 w Brugii).
Jego brat bliźniak François również był lekkoatletą, sprinterem, który także startował w mistrzostwach Europy w 1946.